# Biq‘at Maẖmal
Biq‘at Maẖmal (hebreiska: בקעת מחמל, Bik‘at Maẖmal) är en sänka i Israel.   Den ligger i distriktet Södra distriktet, i den södra delen av landet.